# Dyspteris trifilaria
Dyspteris trifilaria là một loài bướm đêm trong họ Geometridae.